# Agraecia fallax
Agraecia fallax är en insektsart som beskrevs av Heinrich Hugo Karny 1911. Agraecia fallax ingår i släktet Agraecia och familjen vårtbitare. Inga underarter finns listade i Catalogue of Life.